# Batalha do Canal du Nord
A Batalha do Canal du Nord foi uma batalha ocorrida no contexto da ofensiva dos Aliados contra posições alemãs na Frente Ocidental, durante a ofensiva dos Cem Dias na Primeira Guerra Mundial. A batalha teve lugar entre 27 de Setembro e 1 de Outubro de 1918 na zona do Canal du Nord, região francesa de Nord-Pas-de-Calais, perto de Cambrai. Para evitar o risco de ter um grande número de tropas alemãs contra um único ataque aliado, o assalto ao longo do Canal du Nord foi um dos vários ataques em sequência efectuados pelos Aliados na Frente Ocidental. Teve início um dia depois da Ofensiva Meuse-Argonne, um dia antes de uma ofensiva na região da Flanders, na Bélgica e dois dias antes da Batalha do Canal de St. Quentin.
O ataque foi efectuado por tropas dos 1.º e 3.º Exércitos britânicos. Ambos os exércitos tinham o papel de dar continuidade ao avanço iniciado com a Batalha da Linha de  Drocourt-Quéant, Batalha de Havrincourt e Batalha de Epehy. O 1.º Exército britânico tinha o objectivo de liderar a passagem do Canal du Nord e apoiar o flanco norte do 3.º Exército britânico à medida que ambos avançavam até Cambrai. O 3.º Exército tinha, adicionalmente, a tarefa de controlar o Escaut (Scheldt) Canal por forma a apoiar o 4.º Exército britânico durante a Batalha do Canal de St. Quentin.

## Antecedentes
O assalto britânico na Linha de Drocourt-Quéant a 2 de Setembro de 1918, resultou numa penetração da frente alemã ao longo de 6400 m. Várias formações alemãs da linha avançada foram de encontro às tropas britânica mas, à medida que estes avançavam, iam encontrando cada vez mais resistência dos regimentos germânicos (1.ª e 2.ª Divisões de Reserva de Guardas e 3.ª Divisão de Reserva). Num esforço de controlar todas as pontes sobre o rio Sensée e o Canal du Nord, era suposto que o ataque britânico continuasse no dia seguinte. Contudo, os alemães anteciparam o ataque britânico e retiraram-se ao longo de uma vasta frente.
O Alto Comando alemão tinha dado ordens ao 17.ª Exército para retirar para uma posição atrás do rio Sensée e do Canal du Nord, na noite de 2 de Setembro, e ao 2.º Exército para se retirar para a Linha Hindenburg, na noite seguinte. Mais a sul, os 18.º e 9.º Exércitos alemães deveriam seguir os mesmos passos das outras unidades, o que resultaria no abandono de todo o saliente conquistado na Ofensiva da Primavera, a 9 Setembro. A norte, os 4.º e 6.º Exércitos retiraram-se entre Lens e Ypres, abandonando, sem qualquer combate, o saliente de Lys e os terrenos conquistados durante a Batalha de La Lys.
Na manhã de 3 de Setembro, patrulhas aéreas britânicas informaram que não havia qualquer sinal de forças alemãs entre a colina de Ridge e o Canal du Nord. Da mesma forma, o 3.º Exército britânico conseguiu ocupar as cidades de Quéant e Pronville sem combates, e observaram o recuo alemão. À medida que as tropas britânicas avançavam de encontro à linha da frente alemã, depararam-se com uma forte defesa da margem leste do Canal du Nord e todas as pontes destruídas. A única excepção era Palluel onde os alemães mantinham uma cabeça-de-ponte no lado ocidental do canal.
A construção do Canal du Nord teve início em 1913 e o seu objectivo era ligar o rio Oise ao Canal Dunkirk-Scheldt. No entanto, com o início da Primeira Guerra Mundial, a construção foi suspensa, deixando várias partes por construir, incompletas. Durante a sua retirada, os alemães danificaram toda a área ao longo do canal a norte de Sains-lès-Marquion, tornando-o virtualmente intransponível, inundando a zona, já de si um terreno pantanoso. O único local por onde se conseguia passar era a sul onde uma pequena secção de 3700 m do canal entre Sains-lès-Marquion e Mœuvres se manteve quase sêca O canal tinha 37 m de largura, com uma margem ocidental entre os 3 m e os 4,6 m de altura e uma margem oriental de 1,5 m. Deste modo, o comandante do 1.º Exército britânico, general Henry Horne, foi forçado a cessar uma ofensiva em maior escala, até que se pudesse efectivar uma operação para controlar um caminho através do canal.

## Planos e preparativos

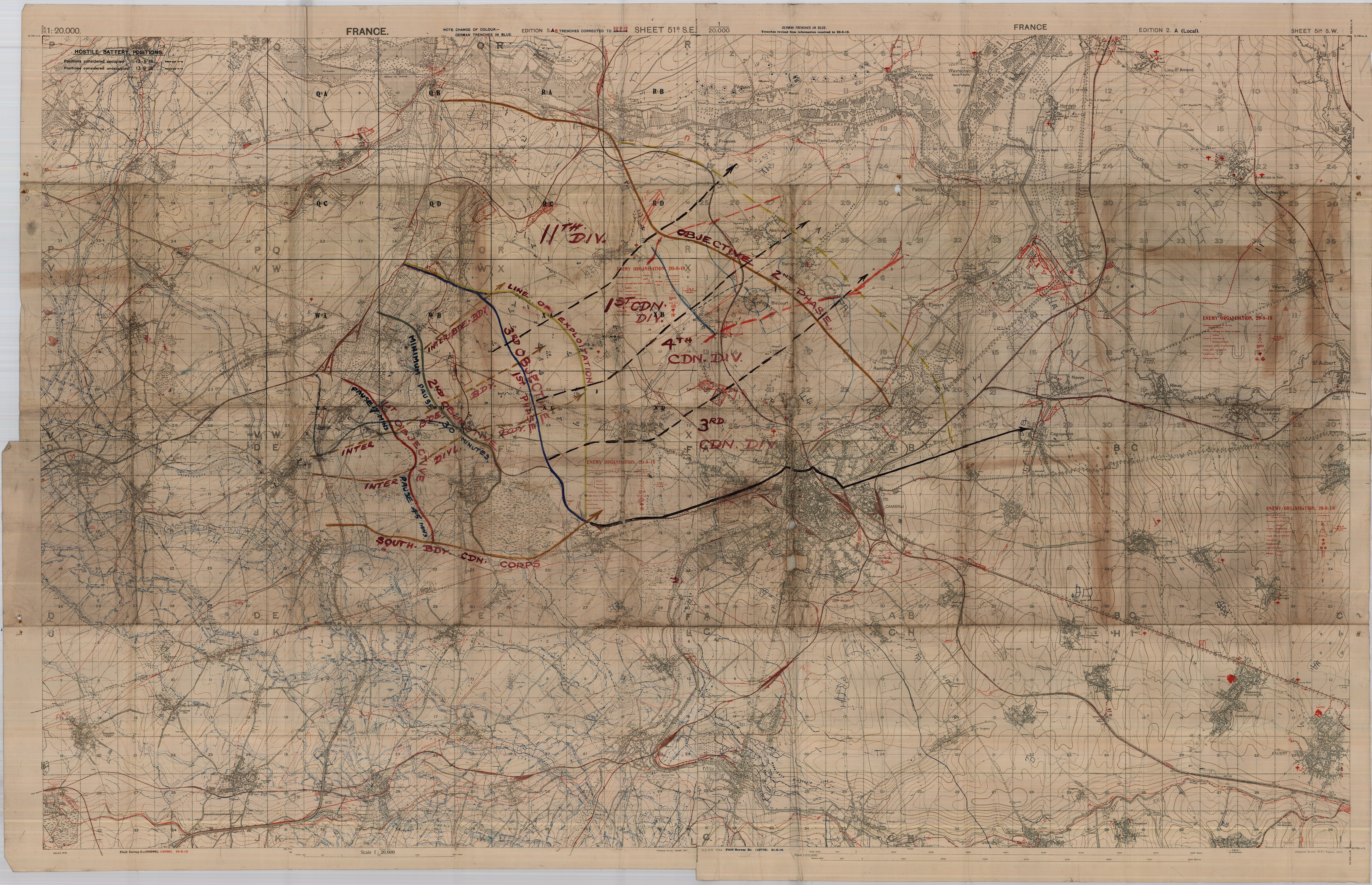
Plano de batalha mostrando os limites da brigada e os objectivos do Corpo Canadiano.

A 3 de Setembro, o Comandante Supremo dos Exércitos Aliados, Generalíssimo Ferdinand Foch, delineou o rumo a seguir da campanha de ofensiva aliada ao longo da Frente Ocidental. Para evitar que uma força de reservas alemãs de grande dimensão atacasse um assalto pontual aliado, Foch concebeu um plano para uma ofensiva geral entre Verdun e a costa belga. O plano estabelecia que os ataques aliados se efectuariam em quatro pontos separados na linha alemã, em quatro dias consecutivos. O Grupo de Exército da Flandres, sob o comando do rei belga Alberto I, seria responsável pelas operações mais a norte atacando posições alemãs na Flandres, e seguindo para Gante e Bruges. Os 1.º e 3.º Exércitos britânicos ficavam com a responsabilidade de atacar e atravessar o Canal du Nord, passar pela zona norte da Linha Hindenburg ecapturar a cidade de Cambrai, um centro crucial de comunicações e fornecimentos alemães. O 4.º Exército britânicos e o 1.º Exército francês deveriam atacar os alemães ao longo do Canal de Saint-Quentin Canal num esforço para furar a Linha Hindenburg entre Holnon e Vendhuile. A sul, o 1.º Exército dos Estados Unidos e o 4.º Exército francês dariam origem à Ofensiva Meuse-Argonne entre Reims e Verdun, ao longo do rio Meuse e através da Floresta de Argonne.
O sistema defensivo alemão do The Canal du Nord era a última grande posição defensiva contra o 1.º Exército britânico. Ainda assim, era era um obstáculo de difícil transposição pois os alemães tinham tomado medidas para integrar as obras inacabadas do canal no seu sistema defensivo. Para além de terem tornado a travessia do canal tão difícil quanto possível, a norte de Mœuvres, uma pequena parte da Linha Hindenburg, a Linha do Canal du Nord, acompanhava a margem oriental do canal. Um dos grandes braços da Linha de Suporte de Hindenburg atravessava o canal em Mœuvres e, deste modo, estava bem implementado no lado leste do canal a sul de Mœuvres. Esta linha era apoiada pela Linha Marquion-Cantaing que se estendia ao longo de um eixo, a 1,6 km a leste do canal e da Linha Marcoing situada a oeste de Cambrai. O ataque ao Canal du Nord deveria ter início a 27 de Setembro de 1918, um dia depois da Ofensiva Meuse-Argonne, um dia antes da ofensiva na Flanders e dois dias antes da Batalha do Canal de St. Quentin Canal.
O 1.º Exército britânico estava a operar num tipo de organização em que a sua principal tarefa era apoiar o flanco norte do 3.º Exército britânico. Este tinha a responsabilidade de controlar o Canal Escaut (Scheldt) de maneira a apoiar o 4.º Exército britânico durante a Batalha do Canal de St. Quentin. Na frente do 1.º Exército, estava o Corpo Canadiano que iria liderar o ataque, atravessando a parte seca do canal numa frente de 2500 m entre Sains-lès-Marquion e Mœuvres. Uma vez no canal, o Corpo devia capturar a Linha Marquoin, as aldeias de Marquion e Bourlon. Numa tentativa de desviar a atenção dos alemães sobre a localizaçao do ataque principal, o XXII Corpo recebeu ordens para atacar posições alemãs ao longo do Canal du Nord entre Sauchy-Lestrée e Palluel. Da mesma forma, o VII Corpo e as forças restantes do XXII Corpo recebram instruções para efectuar pequenos ataques a norte do rio Scarpe para prevenir a movimentação das forças alemãs daquela zona para a área do ataque principal. Se o Corpo Canadiano tivesse sucesso no seu avanço, o 3.º Exército britânico e os XVII, VI e IV Corpos deviam imediatamente apoiar o controlo das conquistas territoriais.

## Batalha
Uma semana depois da elaboração do plano, Currie e Byng prepararam-se para o ataque. Foram enviadas duas divisões para sul, para atravessar o canal num ponto mais fácil, enquanto os engenheiros canadianos construiam pontes de madeira para o assalto.  Às At 5:20 h, na manhã do dia 27 de Setembro, todas as quatro divisões atacaram em plena escuridão, apanhando a 1.ª Divisão de Guardas de Reserva alemã e a 3.ª Divisão Naval alemã de surpresa. A meio da manhã, todas as defesas germânicas tinham retirado ou feitas prisioneiras. Com a captura do Canal du Nord, foi aberta uma via para Cambrai.
O ataque britânico foi apoiado a sul pelo 1.º Exército francês durante a Batalha de Saint Quentin (em francês:  Bataille de Saint-Quentin). Este ataque foi secundário, e só teve início depois do Corpo Canadiano ter penetradona defesa alemã ao longo do canal.